# Si tu veux
Pour plus de détails, voir Fiche technique et Distribution.
Si tu veux est un film français d’André Hugon, sorti en 1932.

## Fiche technique
- Titre original : Si tu veux
- Titres secondaires : Si tu veux, je veux / Excursions dans la ville / Roman d'amour / Quatre Cœurs / 4 Cœurs[1]
- Réalisation et scénario : André Hugon
- Décors : Robert-Jules Garnier
- Photographie : Marc Bujard
- Musique : Raoul Moretti
  - Chansons du film[2] :  paroliers CH. L. Pottier et André Hugon - musique de Raoul Moretti
    - Si tu veux - interprétée par Armand Bernard et Hélène Regelly
    - Nous dire adieu - interprétée par Armand Bernard et Jeanne Boitel
    - C'est le printemps - interprétée par Armand Bernard
- Société de production : Gaumont-Franco-Film-Aubert (GFFA)[3], Productions André Hugon
- Pays d'origine :  France
- Format : Noir et blanc  - 1,37:1 - 35 mm  - Son mono
- Genre : Comédie
- Durée : 86 min.
- Date de sortie : 
  - France - 16 septembre 1932

## Distribution
- Jeanne Boitel : Maryse
- Armand Bernard : Jérôme
- Janine Merrey : Irma
- Jacques Maury : André
- Alice Tissot : la logeuse
- André Dubosc : Ducygne
- Henri Kerny : Barette
- Antonin Berval : Renaud